# Joan Rangel
Joan Rangel i Tarrés est un homme politique espagnol membre du Parti des socialistes de Catalogne (PSC), né le 2 janvier 1950 à Barcelone.
Il est maire de Caldes d'Estrac entre 1979 et 2004, sauf pour le mandat de 1987 à 1991. De 2000 à 2004, il est également secrétaire à l'Organisation du PSC.
Il est délégué du gouvernement en Catalogne entre 2004 et 2011, puis député de la province de Barcelone au Congrès des députés jusqu'en 2016.

## Référence
- (es) Cet article est partiellement ou en totalité issu de l’article de Wikipédia en espagnol intitulé « Joan Rangel » (voir la liste des auteurs).

1. ↑  (es) Fiche sur congreso.es